# Pierre Lake
Pierre Lake är en sjö i Kanada.   Den ligger i Cochrane District och provinsen Ontario, i den sydöstra delen av landet, 600 km nordväst om huvudstaden Ottawa. Pierre Lake ligger 252 meter över havet. Arean är 24,6 kvadratkilometer. Den sträcker sig 8,1 kilometer i nord-sydlig riktning, och 8,2 kilometer i öst-västlig riktning.
I omgivningarna runt Pierre Lake växer i huvudsak blandskog. Trakten runt Pierre Lake är nära nog obefolkad, med mindre än två invånare per kvadratkilometer.